# Vernonia cylindrica
Vernonia cylindrica là một loài thực vật có hoa trong họ Cúc. Loài này được Sch.Bip. ex Walp. miêu tả khoa học đầu tiên.